# Дарви
Дарви (монг. Дарви) — сомон аймаку Ховд, Монголія. Площа 5,5тис. км², населення 3,15 тис. Центр сомону селище Булган лежить за 1250 км від Улан-Батора, за 205 км від міста Кобдо.

## Рельєф
Гори Іх, Бага Дарви, Сутай. У південній частині гористий рельєф, найвища гора Сутай уул (4090 м).

## Клімат
Клімат різко континентальний. Щорічні опади 200 мм, середня температура січня −23°С, середня температура липня +22°С.

## Природа
Водяться архари, козулі, зайці.

## Корисні копалини
Запаси вугілля, дорогоцінного каміння, хімічної та будівельної сировини.

## Соціальна сфера
Є школа, лікарня, торговельно-культурні центри.